# ヴラトコ・イリエフスキ
ヴラトコ・イリエフスキ（マケドニア語:Влатко Илиевски / Vlatko Ilievski、1985年7月1日 - 2018年7月6日）は、マケドニア共和国のロック歌手であり、2011年5月にドイツのデュッセルドルフで開催されるユーロビジョン・ソング・コンテスト2011のマケドニア共和国代表である。これ以前に、2005年大会では同国代表のマルティン・ヴチッチのバック・ヴォーカルを務め、またユーロビジョン・ソング・コンテスト2010では同国代表を選ぶ国内大会でジョコ・タネスキに敗れて次点となっている。以前はモラル（Морал）というロック・バンドに属していた。スコピエの演劇芸術専門学校で演劇を学び、2010年に演劇「怒り」を演じ、卒業した。

## 来歴

### 出自
1985年にスコピエにて生まれた。12歳からギターを始め、地元のバンドで歌手を務めるようになった。2000年にはバンド「メイド・イン・マケドニア」の一員としてマケドニア・ロック・フェストに出場し、2つの賞を受賞している。

### バンド「モラル」
2000年、マケドニアのロック・バンド、モラルの誘いを受けてバンドに加入した。2001年に収録を始め、2003年にはアルバム『Koga Patuvam』を発売した。2005年にはディープ・パープルのスコピエでのコンサートに助演として参加している。

### ソロ歌手として
2007年からはソロの歌手としての活動を始めた。代表曲としては、2008年のオフリド・フェスト参加曲「Nebo」や、同年のスコピエ・フェスト参加曲「So drugi zborovi」、マクフェスト2008でのダニ・ディミトロフスカとの共演曲「Ne te možam」、タマラ・トデフスカとの共演曲「Gušni me」、スコピエ・フェスト2009の「Najbogat na svet」、オフリド・フェスト2009受賞曲でリスト・サマルジエフとの共演曲「Za ljubov se pee do kraj」、ユーロビジョン国内予選であるスコピエ・フェスト2010で2位入賞の「Sreḱa」などが知られる。
2010年6月5日にスコピエのボリス・トライコフスキ・スポーツ・アリーナにて初めてソロ・コンサートを行った。コンサートには1万人ほどの観客が集まり、タマラ・トデフスカとのデュエットや、かつて所属したバンドがステージに上がるシーンなどもみられた。地元のバンドシュヴァレリやDZHMSも助演としてコンサートに加わった。DZHMSのリード・ヴォーカルはイヴァン・イヴァノフであり、観客にはその父でこの時のマケドニア大統領ジョルゲ・イヴァノフもいた。
2018年7月6日朝、スコピエのマケドニア第3旅団大通りに停車していた車の中で、イリエフスキの遺体が発見された。33歳の誕生日を迎えたばかりの突然の死だった。
死因は薬物の過剰摂取であり、体内からコカインを始め複数の薬物およびアルコールが検出された。イリエフスキは生前、周囲には明るく振る舞っていた反面、重い鬱状態に悩まされていたという。

## アルバム
- So drugi zborovi（2010年）[8]
- Najbogat na svet